# Рішар Беррі
Ріша́р Беррі́, (фр. Richard Elie Berry; нар. 31 липня, 1950, Париж) — французький актор, режисер, сценарист.

## Життєпис

### Дитинство
Народився в сім'ї комерсантів, французів алжирського походження. Ріс в 10-му паризькому окрузі, потім в Булонь-Біянкур.
З 16 років захопився театром, вступає до трупи акторів-аматорів, захопившись класикою Мольєра і Бомарше.

### Навчання
Перша спроба здати вступні іспити до Національної академії драматичного мистецтва виявляється невдалою, це вдається лише через три роки. Після закінчення у 1973 його беруть в трупу «Комеді Франсез», де він працював до 1980 року.

### У кіно
У 1978 Елі Шуракі пропонує йому першу велику роль в своєму фільмі «Моє перше кохання» (фр. Mon premier amour). У майбутньому Беррі доволі часто гратиме в дебютних роботах режисерів, серед них стрічка Мішеля В'яне  — «Вбивця пройшов мимо» (Un assassin qui passe), Жіля Беа  — «Проклята історія кохання» (фр. Putain d'histoire d'amour).
Як режисер Беррі дебютував у 2001 році.
Про свою роботу в кіно Рішар Беррі говорить:
| Я намагаюсь, наскільки це можливо, чергувати жанри і ризик. Щиро кажучи, я не надаю особливого значення комерційній деталі, якщо фільм привабливий лише цим. Шкодую не через ті фільми, в яких я знявся (на мені відповідальність за кожен із них), а через ті, від яких я відмовився, і які потім виявилися вельми цікавими, іноді навіть кращі за тих, заради яких я від них відмовився. Переконливість актора (про це ніколи не слід забувати) у значній мірі пропорційна кількості його виходів на сцену. | («Cinema 83» № 294).

### Премії та номінації
- 1992  — Премія МКФ в Монреалі за найкраще виконання чоловічої ролі у фільмі «Маленький принц сказав» (Le petit prince a dit))
- 1993  — номінація на «Сезар» в категорії «найкращий актор» за роль у фільмі «Маленький принц сказав»

### Фільмографія
| Рік  | Назва українською        | Назва французькою         | країна                   | роль                                    |
| ---- | ------------------------ | ------------------------- | ------------------------ | --------------------------------------- |
| 2018 | Єва                      | Eva                       | Франція, Бельгія         |                                         |
| 2017 | Номер перший             | Numéro une                | Франція, Бельгія         | Жан Б'ємо                               |
| 2011 | Маркіз                   | Le marquis                | Франція                  | Кевін, (головна роль)                   |
| 2010 | 22 кулі: Безсмертний     | L'immortel                | Франція                  | Ауреліо                                 |
| 2008 | Зануда                   | L Emmerdeur'              | Франція                  | Жан Мілан / Ральф Мілан, (головна роль) |
| 2006 | Дублер                   | La Doublure               | Бельгія, Італія, Франція | адвокат Фуа                             |
| 2003 | Невезучі                 | Tais-toi!                 | Франція                  | комісар Вернет                          |
| 2002 | Останній світанок        | Entre chiens et loups     | Франція, США             | Едріан, (головна роль)                  |
| 2001 | Янгол                    | Un ange                   | Франція                  | Девід Коска, (головна роль)             |
| 1999 | Квазімодо                | Quasimodo d'El Paris      | Франція                  | Фроло, (головна роль)                   |
| 1995 | Техніка подружньої зради | Adultère, mode d'emploi   | Франція                  | Сімон Чама, (головна роль)              |
| 1989 | Священний союз           | L'Union sacrée'           | Франція                  |                                         |
| 1987 | Спіраль                  | Spirale                   | Франція                  | Жером                                   |
| 1987 | Готель «Кайена»          | Cayenne Palace            | Франція                  | Ноель                                   |
| 1986 | Таксішник                | Taxi Boy                  | Франція                  |                                         |
| 1985 | Спеціальна поліція       | Spécial police            | Франція                  | Давид Акерман                           |
| 1985 | Медовий місяць           | Lune De Miel              | Канада, Франція          | Мішель                                  |
| 1984 | Прив'язаність            | L'Addition'               | Франція                  | Бруно                                   |
| 1984 | Потаскушка               | La Garce                  | Франція                  | Люсьєн Сабатьє, (головна роль)          |
| 1983 | Слід                     | La Trace                  | Франція                  | Жозеф                                   |
| 1983 | Наречений                | Le Jeune marié            | Франція                  | Крістіан                                |
| 1983 | Великий карнавал         | Le Grand carnaval         | Франція                  | Ремі                                    |
| 1982 | Злочин пристрасті        | Le Crime d'amour          | Франція                  | Мішель                                  |
| 1982 | Інформатор               | La Balance                | Франція                  | Матіас                                  |
| 1982 | Кімната у місті          | Une chambre en ville      | Франція                  | Франсуа                                 |
| 1982 | День розплати            | Le grand pardon           | Франція                  | Моріс                                   |
| 1981 | Крихка людина            | L'homme fragile           | Франція                  | Анрі, (головна роль)                    |
| 1981 | Вбивця проходить мимо    | Un assassin qui passe     | Франція                  | Жак                                     |
| 1981 | Проклята історія кохання | Putain d'histoire d'amour | Франція                  | Поль                                    |
| 1980 | Перша подорож            | Premier voyage            | Франція                  | Жан                                     |
| 1978 | Моє перше кохання        | Mon premier amour         | Франція                  | Рішар, (головна роль)                   |

#### Режисер
| Рік  | Назва українською    | Назва французькою | країна  |
| ---- | -------------------- | ----------------- | ------- |
| 2010 | 22 кулі: Безсмертний | L'immortel        | Франція |
| 2005 | Чорний ящик          | Boîte noire, La   | Франція |

#### Сценарист
| Рік  | Назва українською    | Назва французькою | країна  |
| ---- | -------------------- | ----------------- | ------- |
| 2010 | 22 кулі: Безсмертний | L'immortel        | Франція |